# Pelle der Eroberer
Pelle der Eroberer è un film televisivo del 1986 diretto da Christian Steinke e trasmesso  in prima visione alla televisione nella Germania Est il 1 gennaio 1986. Il film è basato sul primo dei quattro volumi del romanzo Pelle erobreren (1906-10) di Martin Andersen Nexø. Del film sono protagonisti Martin Trettau e il piccolo Stefan Schrader.
L'anno seguente la stessa storia sarà nuovamente adattata per lo schermo in Pelle alla conquista del mondo (Danimarca, Svezia, 1986) per la regia di Bille August, con protagonisti Max von Sydow e il piccolo Pelle Hvenegaard e sarà un successo internazionale,  vincitore della Palma d'oro come miglior film al Festival di Cannes 1988 e dell'Oscar al miglior film straniero. 

## Trama
La storia si svolge tra la fine degli anni '50 dell'Ottocento e l'inizio degli anni '60 dello stesso secolo sull'isola di Bornholm, in Danimarca. Essendo molto poveri, Lasse Karlsson e suo figlio Pelle, emigrano dalla Svezia alla Danimarca per cercare una vita migliore. Entrambi trovano lavoro in un podere, ma vengono costantemente discriminati perché sono svedesi. Con il passare del tempo, Pelle impara la lingua e conquista la fiducia di alcune persone, come la moglie del loro padrone e di Erik, un uomo che lavora nello stesso podere. Pelle ha un sogno: poter lasciare la fattoria e avere un futuro migliore. Nonostante ogni avversità, Pelle non smetterà di avere speranza fino a quando non si sentirà pronto di affrontare da solo una nuova vita.

## Produzione
Il film fu prodotto in Germania Est da Fernsehen der DDR.

## Distribuzione
Il film fu trasmesso in prima visione alla Fernsehen der DDR il 1 gennaio 1986.